# South Haven (Michigan)
South Haven è una città degli Stati Uniti d'America situata nella contea di Van Buren, nello Stato del Michigan. Una piccola porzione della città è situata nella vicina Contea di Allegan
Al censimento del 2000 possedeva una popolazione di 5.021 abitanti.
La cittadina portuale si trova sul lago Michigan, sulla foce del fiume Black River.